# Orchestre symphonique d'Ottawa
L'orchestre symphonique d'Ottawa (OSO), est un orchestre symphonique qui regroupe près d'une centaine de musiciens professionnels, étudiants de l'université d'Ottawa et amateurs dans la capitale fédérale canadienne d'Ottawa. 

## Historique
En 1944, le chef d'orchestre Allard de Ridder forma un orchestre avec des musiciens d'Ottawa. L'ensemble était composé de 75 musiciens et prit le nom officiellement d'Orchestre symphonique d'Ottawa jusqu'en 1952, mais il a été communément appelé l'Orchestre philharmonique d'Ottawa.
L'Orchestre philharmonique d'Ottawa a été suspendu en 1960 parce qu'il n'y avait plus suffisamment de fonds pour payer les salaires des musiciens.
En 1969, lorsque le Centre national des Arts d'Ottawa annonça la formation d'un nouvel orchestre (OCNA : Orchestre du Centre national des arts), dirigé par le chef d'orchestre québécois Jean-Marie Beaudet, l'Orchestre symphonique d'Ottawa mit un terme à son existence.
En 1976, d'anciens musiciens amateurs de l'Orchestre philharmonique d'Ottawa recréèrent un nouvel orchestre symphonique d'Ottawa (OSO), sous la direction de Maurice Haycock. L'orchestre symphonique donna des représentations dans la grande salle du Centre national des arts d'Ottawa. L'OSO créa des œuvres de compositeurs canadiens telle que la compositrice Jean Coulthard.
L'orchestre symphonique travaille en partenariat avec d'autres ensembles de musique de la région d'Ottawa, comme Opéra Lyra, l'Académie des orchestres des jeunes d'Ottawa (AOJO), la chorale des jeunes de l'Université d'Ottawa. L'université d'Ottawa a eu une relation de longue date avec l'OSO, qui comprend le programme de mentorat (qui permet à l'université d'Ottawa d'offrir à ses étudiants en musique la possibilité d'effectuer des stages de formation au sein de l'OSO).